# Ледена коса
Ледена коса (енгл. hair ice), такође позната и као ледена вуна (енгл. ice wool) или брада од мраза (енгл. frost beard) тип је леда који се формира на угинулом дрвету попримајући облик фине, свиленкасте косе. Донекле је неуобичајена, а јавља се углавном на северним ширинама између 45° и 55°, у широколисним шумама. Метеоролог и проналазач континенталног дрифта, Алфред Вегенер, описао је ледену косу на влажном угинулом дрвету још 1918. године, претпостављајући да су неке специфичне гљиве биле катализатор; ову теорију су, између осталог, 2005. године потврдили Герхарт Вагнер и Кристијан Мецлер. Године 2015, гљива Exidiopsis effusa идентификована је као кључна за формацију ледене косе.

## Формација
Ледена коса се формира на влажном, трулом дрвету широколисних биљака када је температура незнатно испод 0 °C (32 °F) а ваздух влажан. Свака од глатких, свиленкастих ’власи’ има пречник од око 0,02 mm (0,00079 in) и дужину до око 20 cm (7,9 in). Власи су крте, али буду увијене и таласасте. Свој облик могу да задрже сатима, некад чак и данима. Овај дуг век трајања указује на то да нешто спречава мале ледене кристале од рекристализовања у веће кристале, пошто до кристализације обично долази веома брзо при температурама око 0 °C (32 °F).
Власи по свему судећи полазе из отвора медуларних зрака (никад са коре), а њихова дебљина може се упоредити с пречником канала медуларних зрака. Комад дрвета који почне да производи ледену косу може да настави с тиме следећих неколико година.
Године 2015, немачки и швајцарски научници идентификовали су гљиву Exidiopsis effusa као кључну за формацију ледене косе. Гљива је пронађена на сваком узорку ледене косе који су истраживачи испитивали, а онемогућавајући деловање гљиве фунгицидом или врелом водом спречавао се и настанак ледене косе. Гљива обликује лед у фине власи непознатим механизмом, а вероватно и стабилизује цео процес омогућавајући инхибитор за рекристализацију слично као антифризни протеини.